# احمد زاکایف
احمد خلیدوویچ زاکایف (به روسی: Ахмед Халидович Закаев) متولد ۲۶ آوریل ۱۹۵۹ در منطقه قزاقستان شوری، معاون سابق نخست وزیر و نخست وزیر فعلی جمهوری به رسمیت شناخته نشده جدایی طلب چچن است. او همچنین وزیر خارجهٔ دولت چچن (منتصب اصلان مسخدوف اندکی پس از انتخابش در ۱۹۹۷ و دوباره در ۲۰۰۶ توسط عبد الحلیم سعدلّایف) بود. در خلال جنگ اول چچن زاکایف در نبردها به نفع گروزنی و عملیات نظامی، و نیز در مذاکرات سطح بالا با طرف روسی شرکت کرد.
در سال ۲۰۰۲، روسیه او را، که در آن زمان در تبعید بود، به شرکت در جرایمی از جمله عملیات تروریستی متهم کرد. در سال ۲۰۰۳ دادگاه بریتانیا تقاضای استرداد را به دلیل نبود مدارک رد کرد و اعلام کرد که اتهامات انگیزه سیاسی داشته، و احتمال زیادی وجود دارد که زاکایف در صورت بازگردانده شدن به مسکو مورد شکنجه قرار گیرد.